# Черногоров, Сергей Арефьевич
Сергей Арефьевич Черногоров (ок. 1825 — 5 (17) мая 1890) — купец 1-й гильдии, потомственный почётный гражданин (с 1889), приобретший по месту своего жительства в городе Ярославле известность благотворительностью.

## Биография
Родился около 1825 года. Происходил из небогатой семьи и с 14—15-летнего возраста должен был жить самостоятельным и тяжёлым трудом. Поступив на службу в контору виноторговой фирмы Пегова, энергичный, честный и даровитый мальчик обратил на себя внимание хозяина, который доверил ему впоследствии управление одним из своих заводов сначала в Орловской губернии, а потом в Ярославле, в купечество которого Черногоров записан около 1858—1860 годов.
Позже стал самостоятельным виноторговцем (помимо прочего владел оптовым складом в селе Вятском Даниловского уезда Ярославской губернии). На рубеже 1870-1880-х годов владел Ярославским театром. Избирался гласным Ярославской городской думы, был членом ревизионной комиссии ярославского окружного правления Общества спасения на водах.
Сам испытав нужду, он чутко отзывался на нужды бедняков и всегда охотно помогал им, обращал особенно своё внимание на престарелых и малолеток-сирот. Так, ему обязаны своим возникновением и процветанием следующие благотворительные учреждения в городе Ярославле: Приют для мальчиков в память в императора Александра II; Дом Трудолюбия в память 17 октября 1888 года, на который С. А. Черногоров пожертвовал 10 000 рублей; Комитет о бедных. Сверх того, он много сделал и личным трудом, и пожертвованиями для других благотворительных учреждений города Ярославля, возникших не по его инициативе: Леонтьевская богадельня, Екатерининский дом призрения ближнего, где он 24 года был членом-казначеем Совета, и другие. За свои благотворения он не раз был награждён медалями и орденами.
Скончался 5 (17) мая 1890 года на 66-м году жизни. Похоронен на Леонтьевском кладбище, могила сохранилась. На похоронах, кроме огромного числа местных жителей, присутствовали все местные власти, с Ярославским губернатором во главе.